# Пашкова, Анна Михайловна
Пашкова Анна Михайловна (урождённая Тихонова; 1866—1948) — русская сказительница. Член Союза писателей СССР.

## Биография
Анна Пашкова родилась, по официальным данным, в 1866 году (документально дата рождения не подтверждена) в деревне Ярчево Нигижемской волости Пудожского уезда Олонецкой губернии. Её родителями были крестьяне Михаил Фёдоров Тихонов и Мария Иванова Медведева. Детей в семье было двое: Анна и брат Иван. В возрасте 10 лет Анна пошла в местную школу, где обучилась грамоте. Анне предлагали продолжить обучение в гимназии, однако ей надо было помогать семье по хозяйству. Анна работала в поле и на лесоповале.
По воспоминаниям Анны Михайловны, когда ей было 20 лет, родная деревня сгорела. Известно, что пожар произошёл в 1889 году, так что названный Пашковой возраст не согласуется с официальной датой рождения. После пожара семья переехала в другую деревню, где жила в одной избе с тремя другими семьями. Из-за этого Анна вскоре по нужде вышла замуж за мужчину из другой волости, который был старше её на несколько лет. В метрической книге Шальского прихода Пудожского уезда за 1891 год сохранилась запись о заключении брака «12. Февраль. 1891 г. Уволенный в запас армии пудожской местной команды рядовой Антип Иванов Пашков, православного вероисповедания первым браком — 30 лет. Девица Анна Михайлова Тихонова, дочь крестьянина Нигижемско-Пречистенского прихода деревни Ярчевой Михаила Фёдорова Тихонова, православного вероисповедания — 20 лет». Эти данные о возрасте также не согласуются с официальной датой рождения Пашковой, однако могут быть ошибочными.
После замужества Анна Пашкова переехала в деревню Семёново и стала жить в одном доме с семьёй мужа, состоявшей из 12 человек (она тринадцатая). По воспоминаниям Пашковой, жизнь в новой семье была тяжёлой: «Ну, тут я и хватанула горя! Всё плакала». Поначалу жили в курной избе, а через четыре года отстроили большой двухэтажный дом с 12-ю топками.
Через два года после венчания у Анны Пашковой стали рождаться дети, большинство из которых умерло в младенчестве. До взрослого возраста дожили трое: сын Алексей, дочери Елизавета и Ольга. Алексей страдал параличом, в 22 года поехал учиться и лечиться в Петрозаводск, но вскоре заболел и умер.
В 1930 году семья был раскулачена. В 1933 году Антип Иванович, муж Пашковой, умер. Анна Михайловна переехала в Петрозаводск к старшей дочери Елизавете, которая также вскоре умерла. Анна Михайловна осталась жить в доме дочери вместе с внучкой Раей. Младшая дочь, Ольга Антиповна Пашкова, вышла замуж за Михаила Федотовича Пустошкина, и в 1924 году у них родился сын — Николай Михайлович Пустошкин, внук Пашковой.
В 1937 году, узнав, что в Карельском научно-исследовательском институте культуры изучают былины, песни и сказы, Анна Михайловна сама пришла туда и стала их рассказывать. Большинство былин от неё было записано в 1938—1939 годах.
В 1939 году Анна Михайловна принимала активное участие в работе конференции сказителей в Петрозаводске, а в июне того же года ездила на Всесоюзную конференцию сказителей в Москву. В 1939 году она стала членом Союза писателей СССР и была награждена Почётной грамотой Президиума Верховного Совета Карельской АССР.
В июле 1941 года, вскоре после начала Великой Отечественной войны, Анна Михайловна была эвакуирована в Белозерский район Вологодской области. С 1943 по 1946 год она жила в городе Мончегорске, выступала в госпиталях перед ранеными бойцами Красной Армии, а также в рабочих клубах. В 1946 году вновь приняла участие во Всесоюзной конференции сказителей в Москве. Вернувшись в 1946 году в Петрозаводск, Анна Михайловна жила в комнате, которую ей предоставил Союз писателей Карелии.
Умерла 9 января 1948 года в Петрозаводске. Похоронена на кладбище «Пески».
Дом в деревне Семёново, где жила Анна Михайловна Пашкова, в 1987 году был признан объектом культурного наследия регионального значения, однако вскоре сгорел.

## Творчество
Анна Пашкова была большим знатоком традиционного фольклора Карелии: былин, сказок, песен, причитаний, старинного свадебного обряда, пословиц и загадок. Большинство былин и старинных сказок она усвоила ещё до замужества. Муж былин не любил и называл баловством. По словам Анны Михайловны, много былин она услышала от своей тёти Ксении Тихоновой. «Другие научилась от Ильи Зубова (был старик в Ярчевой. Горлан такой был). Еще коробейник Данила, тоже пел. День ходит, а вечером мужики соберутся, и поет. А потом еще Абрасим Куплянский пел — слышала». Многие былины и сказы она переняла от сказителя былин из Семёнова по имени Пеша Слепой. Песни Анна Михайловна пела редко из-за слабого голоса. Мать же её, по словам Пашковой, была хорошей вопленицей.
Из былин больше всего Анне Михайловне нравился «Чурило Плёнкович». Она также разрабатывала сюжеты былин «Алёша и Добрыня» и «Михайло Потык». В этих крупных эпических произведениях она стремилась к полному раскрытию образа главного героя. В своих былинах Анна Пашкова с любовью описывала крестьянский быт. По словам фольклориста А. М. Астаховой, «в области былин А. М. Пашкова тяготеет к былинам-новеллам, в которых она всегда стремится выделить социальные и психологические моменты. Героические былины она любит расцвечивать сказочной и легендарной фантастикой. Она часто контаминирует несколько сюжетов, превращая таким образом свои былины в большие поэмы об определённом герое».
Одним из любимых жанров в творчестве Анны Пашковой являлись плачи. Большинство из них связаны с событиями в её личной биографии: «Плач после пожара», «Плач о сыне», «Плач о муже» и другие. По утверждению фольклориста Г. С. Виноградова, «она держит внимание слушателей разнообразием, богатством и слаженностью частей своих плачей, хорошо используемой риторикой и — как многие её землячки — выразительным, не знающим затруднений языком, легким девятисложным стихом с нескупою рифмой».
Уже в пожилом возрасте Анна Михайловна прочла ряд произведений классиков русской литературы, а также современных советских поэтов, что нашло отражение в её творчестве. Ряд её сказов представляет собой синтез народного фольклора и художественной литературы. Таковы, в частности, её сказы и на современные темы: «Наш край», «Раскрепощённая женщина», «Колхозница», «Чем
Москва прославилась», «О Ленине» и другие. Многие сказы Анны Михайловны были опубликованы в центральных газетах «Правда» и «Известия».
От Анны Михайловны Пашковой было записано 12 былин, 51 песня, 10 сказок, 35 похоронных, бытовых к свадебных причитаний, 3 исторические песни, 321 пословица, 44 загадки, полное описание свадебного обряда.